# Connemara-Schildbauch
Der Connemara-Schildbauch oder Rotflecken-Ansauger (Lepadogaster candolii) ist eine Art der Schildfische aus dem Ostatlantik, dem Mittelmeer und dem Schwarzen Meer. Er stimmt in seinen Eigenschaften weitgehend mit dem Blaufleckigen Ansauger (Lepadogaster lepadogaster) überein.

## Beschreibung
Der Körper ist im vorderen Abschnitt depress, die Schnauze etwas entenschnabelartig (weniger als bei L. lepadogaster). Rücken- und Afterflosse sind nicht mit der Schwanzflosse verbunden. Flossenformel: D 13-16, A 9-11, P 26-29, C 10-13. Die V-Saugscheibe nimmt etwa ein Viertel der Körperlänge ein, die ca. 5,7 mal der Breite entspricht; mit zahlreichen, charakteristisch angeordneten Papillen. Die tierischen Saugnäpfe im Allgemeinen wirken etwas anders als die technisch verwendeten, weil glatte Flächen zum Ansaugen ja nur selten zur Verfügung stehen; auf rauer, poröser Unterlage spielt daher die Kohäsion von zähem Schleim dabei auch eine wichtige Rolle. Die Bedeutung der Papillen ist dennoch nicht klar.- Der Kopf ist bei allen Ansaugern recht beweglich (daher „Eidechsenfisch“).- Die Praefrontaltentakel sind sehr klein. - Maximallänge: 7,5 (12?) cm. - (2n=) 46 Chromosomen. Die Eier, etwas abgeplattet, ca. 1,1 mm im Durchmesser, werden angeblich gern in beschädigte Schwimmblasen von Braunalgen wie dem Blasentang gelegt und bewacht. Das pelagische Verbreitungsstadium (Larve - noch mit Schwimmblase) dauert mit ca. 16 Tagen relativ kurz und ist vom Verhalten der Larve her nicht wirklich „pelagisch“ (weil sie meist dem Ufer zustrebt). 

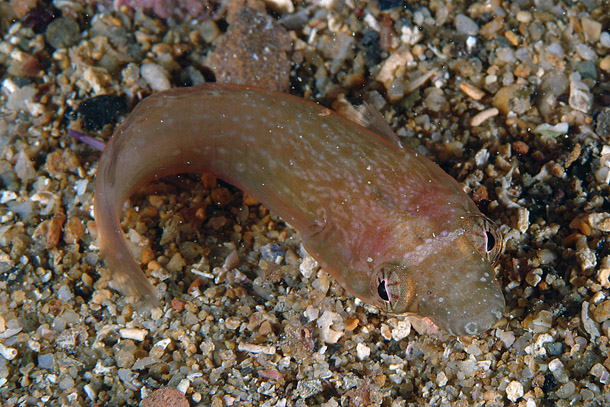

Färbung: Männchen generell am Rücken rötlich bis violett, oft mit Streifung, Kopf oft mit roten Flecken, Schnauze mitunter wieder quergestreift, „Oberlippe“ senkrecht dazu; Weibchen eher gelb- bis graugrün (zwischen den Augen oft mit blauen Linien), Bauch oft rot. Iris meist radiär gestreift. Große Augenflecken fehlen, kleine können an der D-Basis und an den Seiten vorhanden sein.

## Verbreitung
Der Connemara-Scheibenbauch kommt insbesondere an den nördlichen Küsten des Mittelmeeres vor (an südlichen nur im Maghreb) und offenbar auch im Schwarzen Meer. Sein Verbreitungsgebiet umfasst aber auch die Atlantik-Küsten zwischen Großbritannien (Connemara ist eine westirische Provinz), Portugal, Mauretanien und den Kanaren.

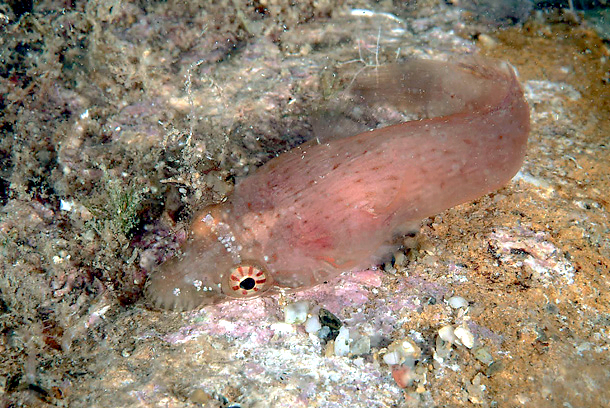

## Namensgebung
Risso war sich bei seiner Erstbeschreibung offenbar über die zu verwendende Namens-Form des Widmungsträgers, des Botanikers Augustin-Pyrame de Candolle, nicht im Klaren – es gilt aber immer die erstverwendete (candolii könnte allerdings auch ein Druckfehler statt candolli bzw. candollei gewesen sein und wäre dann laut den Nomenklaturregeln korrigierbar!). Da der Fisch sehr variabel gefärbt ist (auch sexualdimorph), existieren noch etliche weitere Synonyme. Auf Grund genetischer Untersuchungen wollen Almada et al. (2008) die Art nun in eine eigene Gattung (Mirbelia) stellen.